# Gebhard Leberecht von Blücher

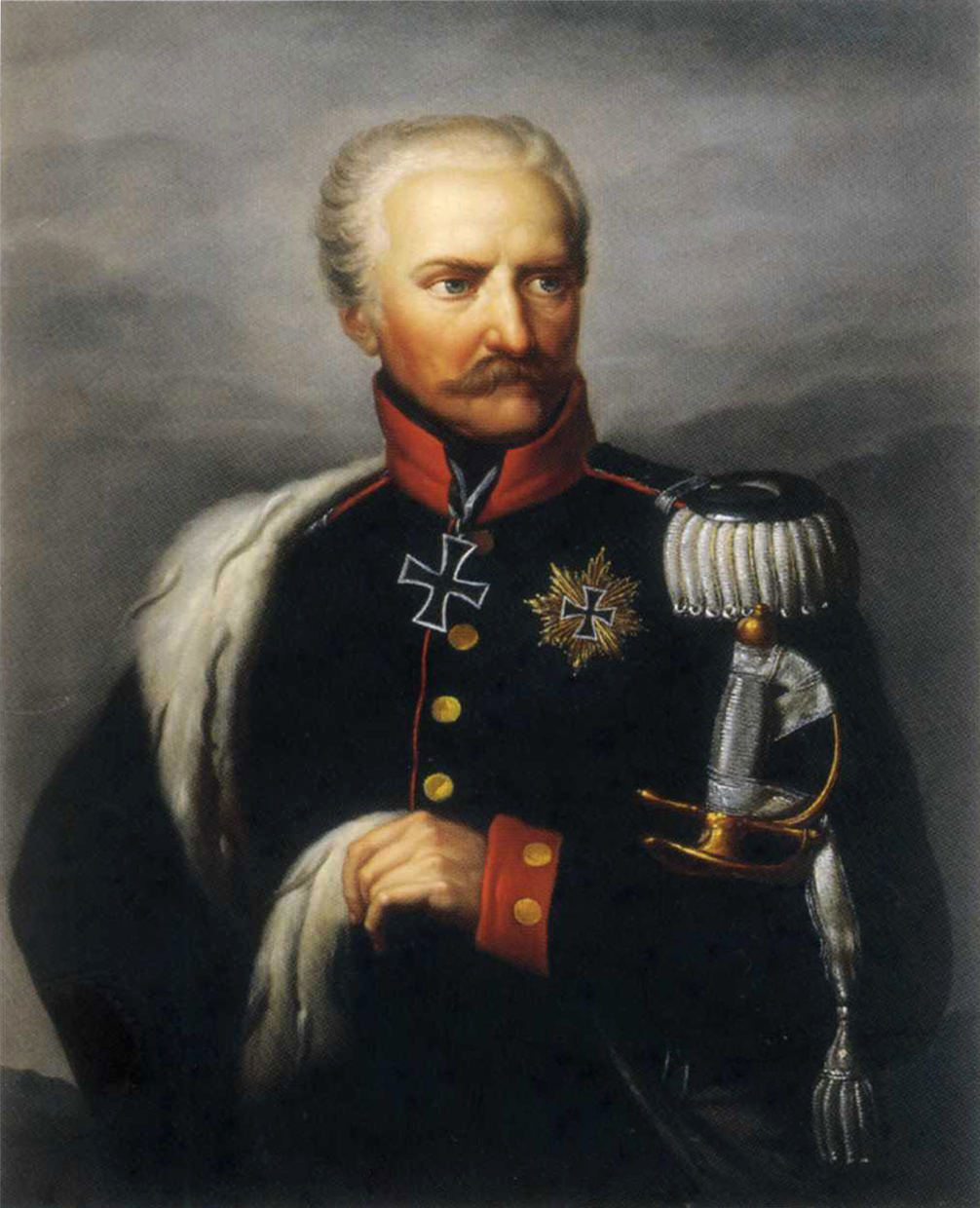
Gebhard Leberecht von Blücher, Gemälde von Ernst Gebauer, um 1815. Blüchers Unterschrift:

Gebhard Leberecht von Blücher, ab 1814 Fürst Blücher von Wahlstatt (* 16. Dezember 1742 in Rostock; † 12. September 1819 in Krieblowitz), war ein preußischer Generalfeldmarschall, der durch den Sieg über Napoleon in der Schlacht bei Waterloo berühmt wurde. Volkstümlich „Marschall Vorwärts“ genannt, gehörte er zu den populärsten Helden der Befreiungskriege in Europa.
Nach dem Eintritt in die schwedische Kavallerie wurde Blücher 1760 von preußischen Truppen gefangen genommen und trat in ihren Dienst. Für seine Erfolge im Gefecht von Kirrweiler 1794 wurde er befördert und nahm als Brigadekommandeur 1806 an der Schlacht bei Auerstedt teil. Dabei lernte er seinen zukünftigen Chef des Stabes Gerhard David von Scharnhorst kennen. Nach dem Frieden von Tilsit 1807 wechselte er zunächst ins Kriegsdepartement und ging dann in den Ruhestand.
Zu Beginn der Befreiungskriege trat Blücher wieder in den Dienst und nahm im Mai 1813 in führender Rolle an den verlorenen, aber für Frankreich verlustreichen Schlachten bei Großgörschen und Bautzen teil. Im August 1813 siegte er in der Schlacht an der Katzbach. Für seine Erfolge in der Völkerschlacht bei Leipzig im Oktober 1813 wurde er zum Generalfeldmarschall ernannt. Im Januar 1814 überquerte er bei Kaub den Rhein. Nach schweren Kämpfen zog er im März 1814 mit den verbündeten Truppen in Paris ein. Anschließend wurde er zum Fürsten von Wahlstatt ernannt und zog sich auf Schloss Krieblowitz zurück.
Nach der Rückkehr Napoleons 1815 wurde Blücher, nun mit August Neidhardt von Gneisenau als Chef des Stabes, erneut Befehlshaber der preußischen Truppen. Er ließ die Armee vom Niederrhein zusammenstellen, die er in den Niederlanden mit den britischen und verbündeten Truppen unter Wellington einsetzte. Am 16. Juni 1815 wurde er in der Schlacht bei Ligny von Napoleon besiegt. Für einen späteren Vorstoß mit Wellington zog er seine Truppen unter hohem Risiko nach Wavre zurück. Am 18. Juni 1815 erreichten seine Truppen die seit mehreren Stunden tobende Schlacht bei Waterloo in der entscheidenden Phase und attackierten die rechte Flanke der französischen Truppen. Dies führte zusammen mit dem Vorstoß Wellingtons zur endgültigen Niederlage Napoleons.

## Leben

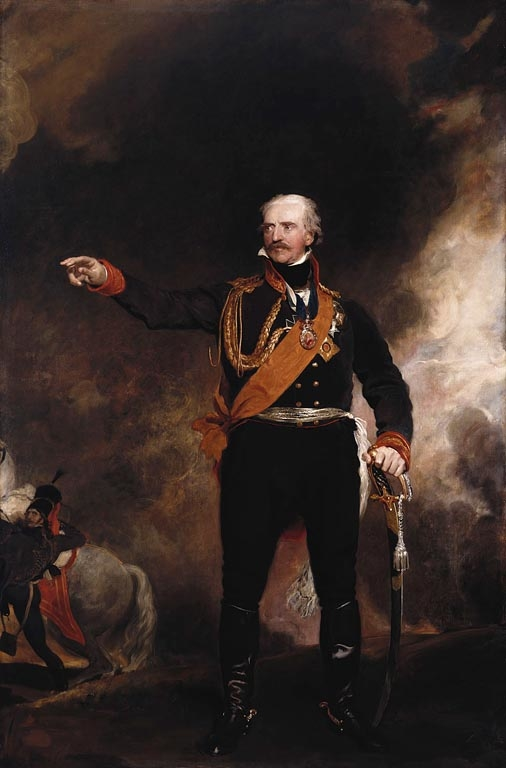
Gebhard Leberecht von Blücher, Gemälde von Thomas Lawrence, 1814

### Die Anfänge
Blücher stammte aus dem alten Adelsgeschlecht Blücher. Sein Vater war der hessen-kasselsche Rittmeister Christian Friedrich von Blücher (1696–1761). Seine Mutter war Dorothea Maria von Zülow (1702–1769) aus dem mecklenburgischen Uradelsgeschlecht derer von Zülow. Die Familie von Blücher besaß ursprünglich das Rittergut Groß-Renzow. Gebhard Leberechts Urgroßvater verlor diesen Familienbesitz aber während des Dreißigjährigen Krieges. Um kriegerischen Auseinandersetzungen der Stände mit Herzog Karl Leopold zu entgehen, ging seine Mutter nach Rostock, wo Blücher am 16. Dezember 1742 geboren wurde. Die Stadt gehörte damals zum Herzogtum Mecklenburg-Schwerin. Das Geburtshaus befand sich in der ehemaligen Altbettelmönchstraße 23 (ab 1864 Blücherstraße, seit 1947 Rungestraße); es wurde 1894 zum Hotel Fürst Blücher umgebaut und 1942 durch einen Luftangriff zerstört. Gebhard Leberecht hatte sechs ältere Brüder und zwei Schwestern. Die durchaus ärmlichen Verhältnisse in Rostock veranlassten seine Eltern, den 14-Jährigen gemeinsam mit seinem älteren Bruder Ulrich Siegfried zur Schwester auf die schwedische Insel Rügen zu schicken. Sie war mit dem schwedischen Kammerherrn von Kradwitz verheiratet. Eine grundlegende geistige Schulbildung genossen die Brüder nicht, vielmehr widmeten sie sich fast ausschließlich der körperlichen Ertüchtigung. Nach Eintritt Schwedens 1757 in den Siebenjährigen Krieg schlossen sich die Brüder 1758 gegen den Willen ihrer Eltern dem schwedischen Husaren-Regiment Sparre an und kämpften gegen Preußen. Blücher wurde im August 1760 als Kornett bei einem Gefecht bei dem Dorf Kavelpaß von dem preußischen Husaren Gottfried Landeck gerettet, nachdem Blüchers Pferd verwundet wurde und er sich am Fuß verletzt hatte. Er wurde zunächst als Gefangener auf das Gut Galenbeck verbracht. Dort bewog ihn Oberst von Belling, der mit Blücher verschwägert war, in preußische Dienste einzutreten, und machte ihn bald darauf zu seinem Adjutanten. Fortan kämpfte er erfolgreich im Husaren-Regiment H8 und stieg vom Kornett bis zum Stabsrittmeister (1771) auf. Bei Kavelpaß erinnert der Blücherstein heute an seine Gefangennahme und den Übertritt in preußische Dienste.
Da Blücher bei Unruhen in Polen (1772) an einem verdächtigen Priester eine Scheinerschießung vornehmen ließ, überging man ihn bei der bevorstehenden Ernennung zum Major und Eskadronschef. Daraufhin verlangte er trotzig seinen Abschied (1773), der ihm von Friedrich dem Großen mit den Worten „Der Rittmeister von Blücher kann sich zum Teufel scheren“ gewährt wurde. Schnell bereute Blücher diesen Entschluss, doch Friedrich verweigerte ihm trotz wiederholter Gesuche und Eingaben den Wiedereintritt in die Armee. Blücher zog sich nach Schlesien zurück, wo er ein Gut erwarb. In Pottlitz (Kreis Flatow in Westpreußen) heiratete er 1773 Karoline Amalie von Mehling (1756–1791), mit der er sieben Kinder hatte. 1774–1780 pachtete er von seinem Schwiegervater, dem Oberst Friedrich Wilhelm von Mehling, der Generalpächter der Flatower Güter war, das Gut Gresonse, wo er seinen Wohnsitz nahm, sowie das benachbarte Gut Stewnitz.
Nach dem Tod seiner ersten Frau heiratete Blücher 1795 in Sandhorst bei Aurich Amalie von Colomb (1772–1850), eine Schwester des späteren Generals Peter von Colomb. Etwa 15 Jahre lang besaß Blücher Ländereien in Groß Raddow im Kreis Regenwalde in Hinterpommern. Am 6. Februar 1782 nahm ihn die Freimaurerloge „Augusta zur goldenen Krone“ in Stargard in Pommern als Mitglied auf.
Nach dem Tod Friedrichs II. stellte Friedrich Wilhelm II. 1787 Blücher wieder in sein altes Regiment ein und beförderte ihn zum Major. 1789 diente er als Oberstleutnant im Regiment der Graf Goltzschen Husaren und erhielt am 4. Juni 1789 von König Friedrich Wilhelm II. den Orden Pour le Mérite. Nach dem Feldzug gegen Holland 1790 wurde er Oberst. Nach dem Gefecht von Kirrweiler (gegen Frankreich), in dem er sechs Geschütze eroberte, wurde er 1794 Generalmajor. Blücher übernahm 1795 das Kommando über die gemäß dem Frieden von Basel zum Schutz der Demarkationslinie in Westfalen verbleibenden preußischen Truppen. Sein Hauptquartier war in Münster.
Von 1798 bis 1801 war Blücher Besitzer des Guts Nipnow in der Landgemeinde Schmaatz bei Stolp in Hinterpommern. In Hamm trat er 1799 der Freimaurerloge Zum hellen Licht bei. Zeitweilig war er auch als Ritterschaftsrat tätig.

### Jena und Auerstedt
Im Jahr 1801 ernannte König Friedrich Wilhelm III. Blücher zum Generalleutnant. Blücher wohnte zwei Jahre in Emmerich am Rhein, wo er sich der Freimaurerloge „Pax inimica malis“ (lat., etwa: Friede – Feind des Bösen) anschloss, in der auch seine beiden Söhne und neun seiner Offiziere initiiert wurden.
Nach dem Frieden von Lunéville nahm Blücher 1802 das Hochstift Münster, das Stift Essen und die Reichsabtei Werden für Preußen in Besitz. Blücher wurde Gouverneur der neu errichteten Provinz Westfalen, mit deren Oberpräsidenten Heinrich Friedrich Karl vom und zum Stein er Freundschaft schloss. In den Jahren 1802–1806 war er Meister vom Stuhl der Loge „Zu den drey Balken“. Dort ließ er sich auch in freimaurerischer Bekleidung malen.
Bei Ausbruch des Krieges 1806 stieß er mit den westfälischen Truppen zum Korps des Generals Ernst von Rüchel. Vergeblich versuchten beide, den Kurfürsten Wilhelm I. von Hessen-Kassel zum Kriegseintritt auf preußisch-sächsischer Seite zu bewegen, anstatt neutral bleiben zu wollen. Unmittelbar vor Beginn der Schlacht bei Auerstedt erhielt Blücher am Morgen des 14. Oktober 1806 das Kommando einer neu formierten leichten Brigade als Vorhut der Hauptarmee unter Herzog Karl Wilhelm Ferdinand von Braunschweig. Mit ihr griff er im Frühnebel ohne vorherige Erkundung zweimal die abwehrbereite französische Infanterie an und wurde zurückgeschlagen. Wenig später verlor die preußische Seite infolge der tödlichen Verwundung Karl Wilhelm Ferdinands ihre Leitung. Die Schlacht endete mit dem Rückzug der Hauptarmee, der in eine allgemeine Flucht überging, als sie auf die panikartig vom Schlachtfeld von Jena flüchtenden Truppen traf. Kurzfristig übernahm Blücher das Kommando über die zweihundert Mann starke Leibschwadron zum Schutz des Königs.

### Der Rückzug nach Lübeck

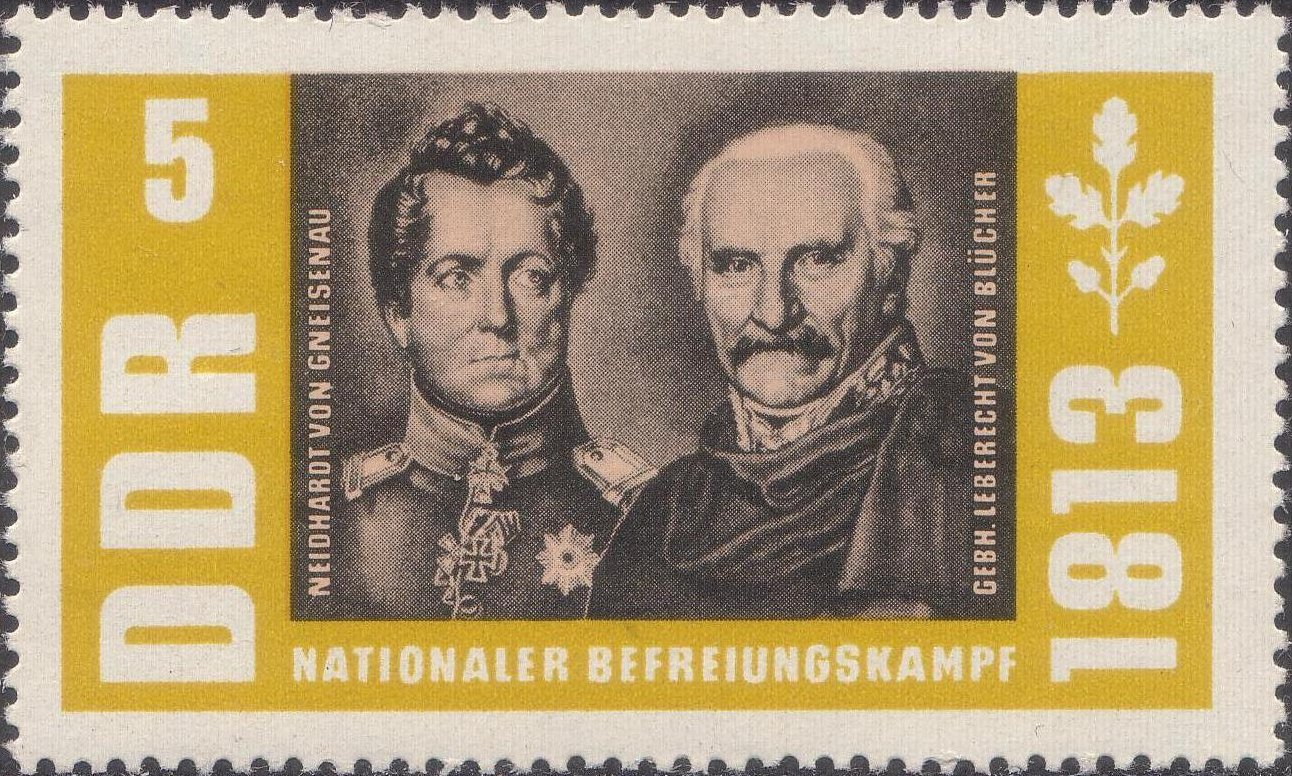
Sonderbriefmarke der Deutschen Post (DDR) zum 150. Jahrestag der Befreiungskriege mit Abbildungen von Gneisenau und Blücher, 1963

Anschließend sammelte Blücher Teile der versprengten Truppen und brachte mit Scharnhorst – hierbei begann ihre Freundschaft – 34 schwere Kanonen in Sicherheit. Blücher machte Scharnhorst zum Chef des Stabes, und beide planten, französische Truppen auf sich zu ziehen, so dass Preußen neue Truppen aufstellen und die Franzosen erneut angreifen könne. Tatsächlich nahmen die Franzosen die Verfolgung mit drei Korps unter den Marschällen Bernadotte, Soult und Murat auf. Trotz mangelnder Verpflegung und vieler Erschöpfungstoter – in 20 Tagen seit Jena und Auerstedt wurden 700 Kilometer zurückgelegt – gelang es, sich den Franzosen zu entziehen. Anfänglich 10.000 Mann stark, wuchs die Armee durch den Zusammenschluss mit den zurückgehenden Truppen des Herzogs von Weimar am Ostufer der Müritz auf 21.000. Marschall Bernadotte schickte zwei Aufforderungen zur ehrenvollen Kapitulation, die Blücher aber trotz hoffnungsloser Situation ablehnte. Allein bei Strelitz hatte Blücher 5000 Mann durch feindliche Angriffe und Hunger verloren.
Blücher führte nun die Truppen nach Lübeck, das als Freie Reichsstadt neutral und nahezu unbewaffnet war, und die Preußen verschafften sich am 5. November mit Äxten Zugang durch die geschlossenen Tore. Als die Franzosen unter Bernadotte am 6. November angriffen, wurde – entgegen Scharnhorsts Befehl – ein Versuch unternommen, die außerhalb der Stadtmauer stehenden Kanonen in die Stadt zu retten. Das offene Tor konnte von den Franzosen genommen werden. Nach blutigen Straßenkämpfen hatten die Franzosen die Stadt unter Kontrolle und viele Preußen – darunter Scharnhorst und den schwer verletzten Yorck – gefangen. Blücher gelang mit 9000 Mann die Flucht. Mit seinen abgekämpften Soldaten zog er sich über Schwartau nach Ratekau zurück, wo er im Pastorat Quartier nahm. Ein heilloses Durcheinander herrschte im Dorf. Hafer, Heu, Saatklee und Brot, alles wurde beschlagnahmt. Die Kirche wurde aufgebrochen und als Pferdestall benutzt. Französische Artillerie war beim Riesebusch in Stellung gegangen, um Ratekau zu beschießen. Als die Nachricht kam, dass Travemünde in der Hand der Franzosen sei, entschloss sich Blücher, „zugunsten des Dorfes Ratekau und des Pastors Schrödter“ zu kapitulieren. Ein drittes Angebot von Bernadotte zu einer ehrenvollen Kapitulation nahm er diesmal an, freilich mit dem schriftlichen Zusatz, er tue dies nur, weil er keine Munition und Brot mehr habe, und unter der Bedingung einer Ehrerbietung für die preußischen Truppen. Bernadotte akzeptierte diese Bedingungen zuerst nicht, aber da Blücher zu keinen weiteren Zugeständnissen zu bewegen war, gab Bernadotte zur Vermeidung weiterer Kämpfe und Toter nach und ließ entsprechend den Kapitulationsbedingungen die französischen Truppen längs der Straße (Eutin–Lübeck, an der Blüchereiche in Ratekau) zur Ehrerbietung an den vorbeiziehenden tapferen Feind Aufstellung nehmen. Als persönliche Geste verzichtete er auf die Annahme von Blüchers Degen. Während der preußische Armeeführer seine Waffen behalten durfte, legten seine Soldaten ihre Waffen nieder und begaben sich in Gefangenschaft. An der „Blüchereiche“ bei Ratekau wurde 1856 ein Gedenkstein errichtet.
Blüchers Kanonenrettung und der Rückzug nach Lübeck machten ihn zu einer Legende in ganz Europa. König Friedrich Wilhelm III. verlieh ihm darauf im April 1807 den Schwarzen Adlerorden. Für Lübeck begann hingegen die Franzosenzeit. Nach der französischen Gefangenschaft – Blücher durfte sich auf sein Ehrenwort größtenteils frei bewegen –, in der auch Napoleon ihn kennenlernen wollte, wurde er 1807 gegen den französischen General Victor ausgetauscht, den preußische Soldaten ins belagerte Kolberg entführt hatten.
Nach kurzem Aufenthalt am nach Königsberg ausgewichenen Königshof bekam er das Kommando, ein preußisches Hilfskorps dem schwedischen König Gustav IV. Adolf zu unterstellen, und wurde nach Schwedisch-Pommern geschickt, um die Schweden zu unterstützen. Es kam aber zu keinen Kampfeinsätzen mehr. In den folgenden Jahren stieg er zum Generalgouverneur in Pommern und der Neumark (1807) und General der Kavallerie (1809) auf.

### Befreiungskriege

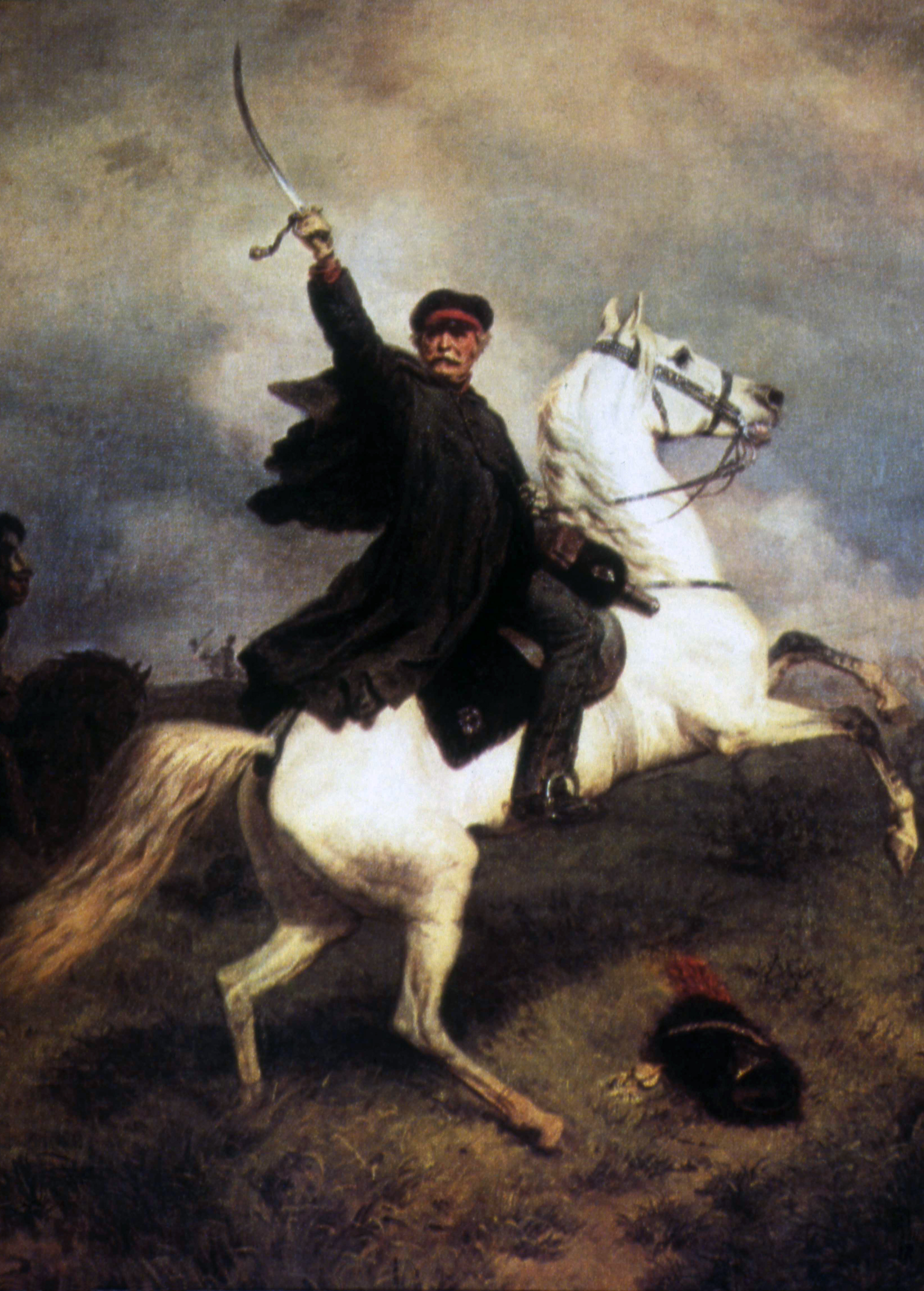
„Marschall Vorwärts“, Gemälde von Emil Hünten, 1863

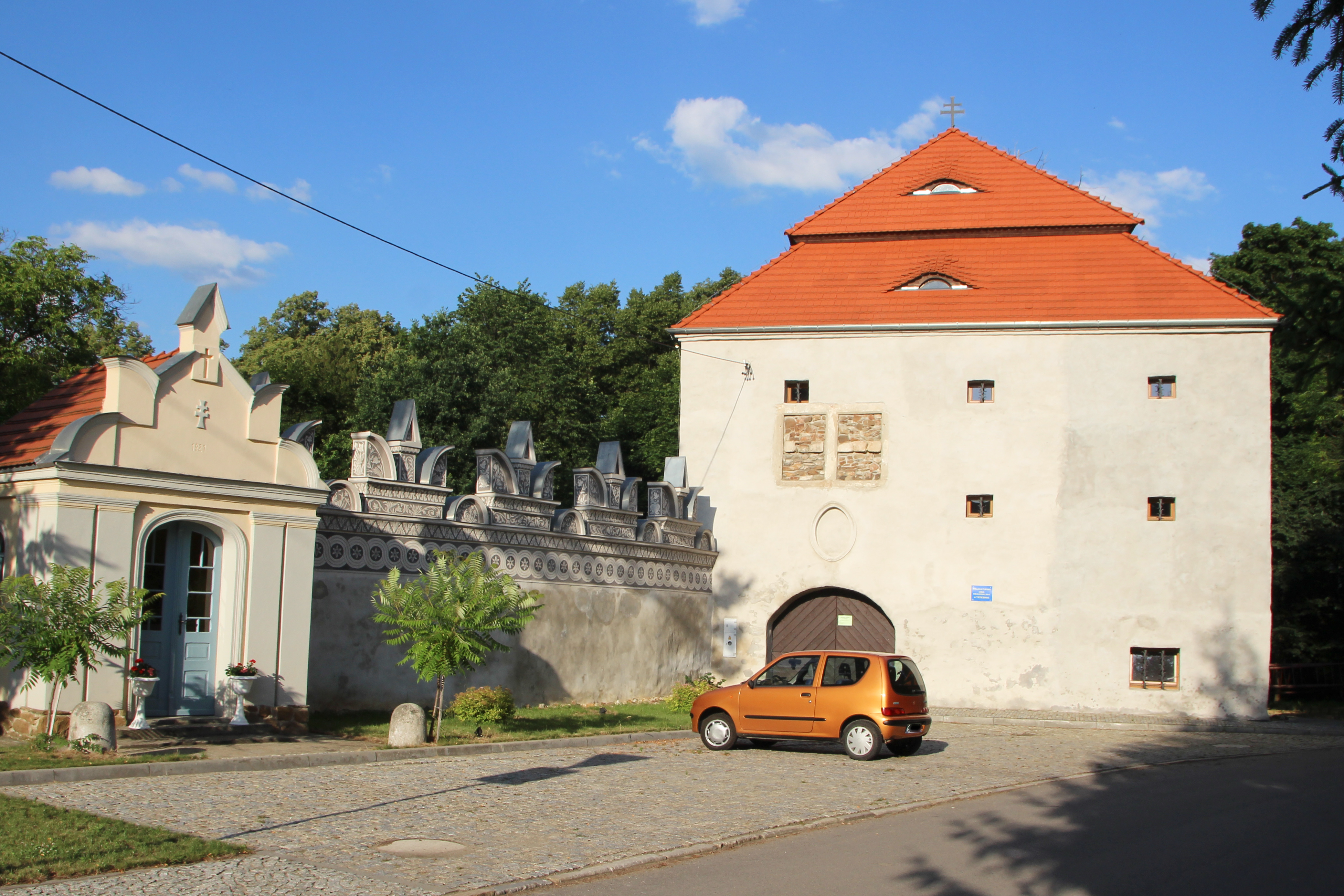
Schloss in Trzebina bei Prudnik

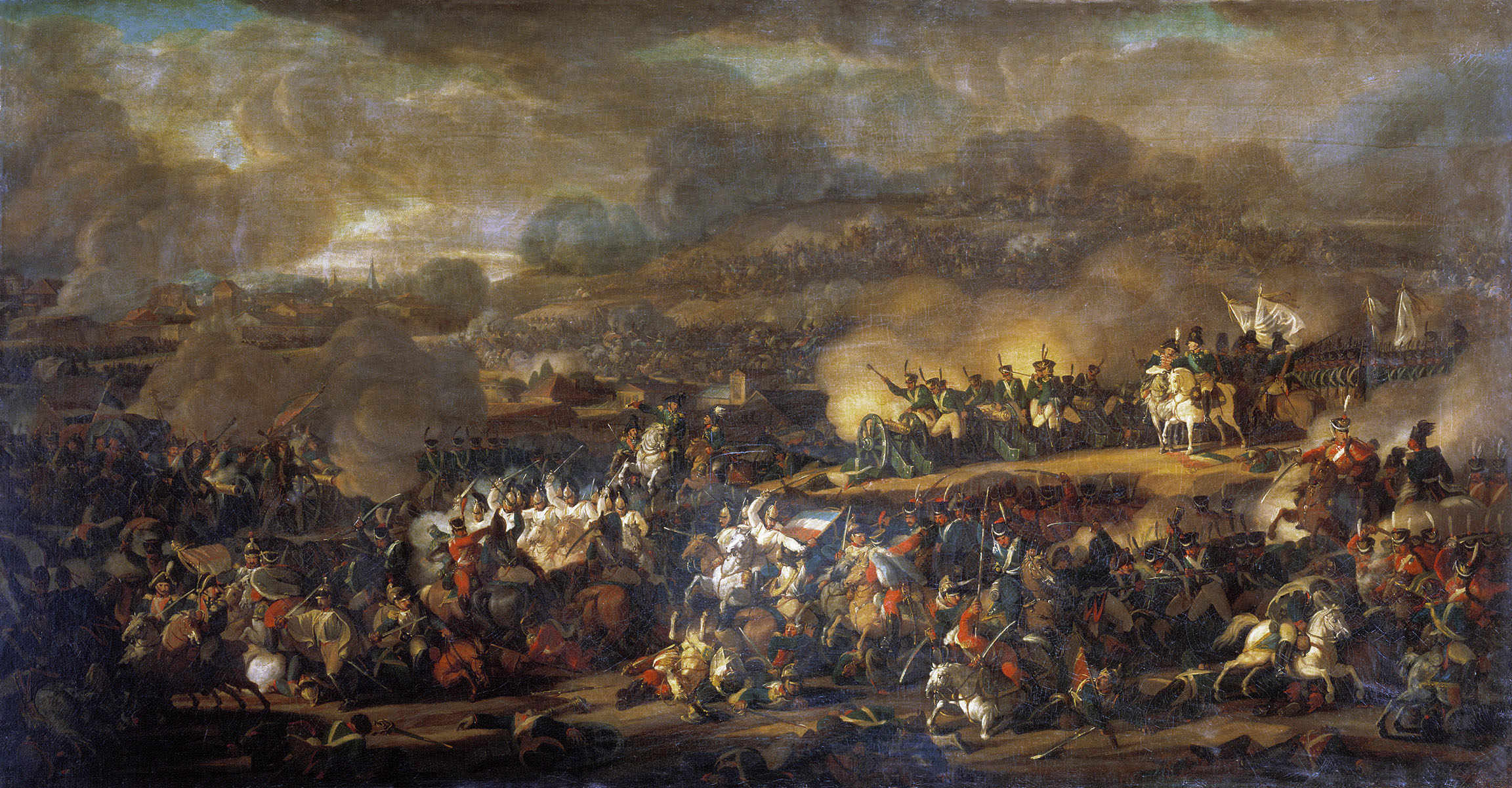
Völkerschlacht bei Leipzig, Gemälde von Wladimir Iwanowitsch Moschkow, 1815

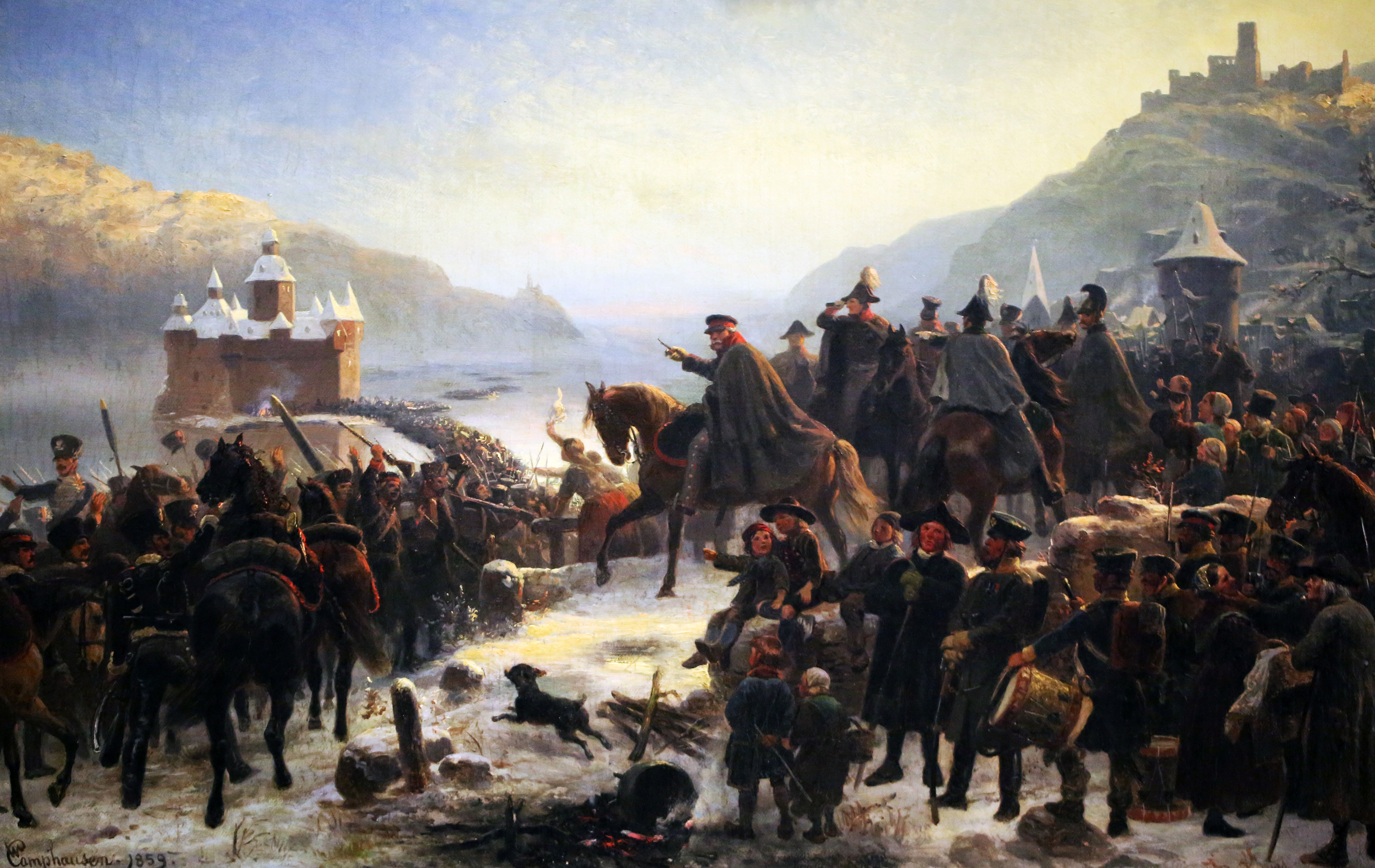
Blüchers Rheinübergang bei Kaub, Gemälde von Wilhelm Camphausen, 1860

Blücher forderte leidenschaftlich den Befreiungskampf gegen Frankreich und wandte sich den preußischen Heeresreformern zu. Damit war er am offiziell mit Frankreich verbündeten preußischen Hofe nicht genehm. Als französische Agenten ihn bei der heimlichen Ausbildung von nicht genehmigten Truppen („Krümpern“) aufspürten, musste er 1812 den aktiven Dienst verlassen. Friedrich Wilhelm III. schenkte Blücher das Grundstück in der Region Neustadt (heute Prudnik). Im November desselben Jahres verpachtete Blücher Kunzendorf, Mühlsdorf, Wackenau und Achthuben an den örtlichen Landwirt Hübner im Austausch gegen 2.000 Taler, Leinenrollen und Garn. Seine Frau zog auch nach Kunzendorf. Während er in der Gegend von Neustadt lebte, finanzierte er die Familien der gefallenen Soldaten, gab dem örtlichen Pfarrer jeden Tag ein paar Liter Bier und bezahlte einen Arzt aus Neustadt, um die Armen zu behandeln. Dank seiner Bemühungen wurde in Kunzendorf ein Kurort namens „Blücherquelle“ gegründet (der zusammen mit der Burg infolge der Kämpfe um die Neustadt 1945 zerstört wurde).
Als Preußen 1813 den Krieg mit Frankreich wieder aufnahm, holte man ihn zurück. Zunächst führte Blücher das preußische Korps, danach wurde er Oberbefehlshaber der Schlesischen Armee. In der Schlacht an der Katzbach am 26. August vernichtete er das Heer Marschall Jacques MacDonalds. Am 18. September hielt er in der Loge in Bautzen seine in der Freimaurerei berühmte Rede:

„Ich habe von Jugend auf die Waffen für mein Vaterland geführt und bin darin grau geworden; ich habe den Tod in seiner fürchterlichsten Gestalt gesehen und sehe ihn noch täglich vor Augen; ich habe Hütten rauchen und ihre Bewohner nackt und bloß davongehen sehen, und ich konnte nicht helfen. So bringt es das Treiben und Toben der Menschen in ihrem leidenschaftlichen Zustand mit sich. Aber gerne sehnt sich der bessere Mensch aus diesem wilden Gedränge heraus, und segnend grüße ich die Stunde, wo ich mich im Geiste mit guten, treuen Brüdern in jene höhere Regionen versetzen kann, wo ein reines, helles Licht uns entgegenstrahlt. Heilig ist mir daher die Maurerei, der ich bis zum Tode treulich anhängen werde, und jeder Bruder wird meinem Herzen stets teuer und wert sein.“

Am 9. Oktober 1813 bezog Blücher sein Hauptquartier in Pouch in der Nähe von Bitterfeld, nördlich von Leipzig und schlug am 16. Oktober in der Völkerschlacht bei Leipzig den Marschall Marmont bei Möckern vollständig. Obwohl seine Kavallerie starke Verluste erlitten hatte, verfolgte der frisch ernannte Generalfeldmarschall die Franzosen bis nach Paris. Wegen seines offensiven Vorgehens gaben ihm die russischen Soldaten den Beinamen „Marschall Vorwärts“, der bald auch bei den Deutschen populär wurde.
Auf dem Marsch nach Frankreich sammelte sich die Schlesische Armee im Dezember 1813 auf der rechten Rheinseite auf einer Breite von Mannheim bis Neuwied. Das Zentrum der Armee mit Blücher und den Korps Yorck und Langeron sammelte sich im Raum Kaub auf dem Taunus. In der Neujahrsnacht auf 1814 setzten die Vorhut und erste Truppen in Nachen über den Rhein, während russische Pioniere eine Brücke aus Leinwandpontons bauten. Nach dem Brückenbau in Höhe der Burg Pfalzgrafenstein überquerte Blüchers Armee vom 2. bis 5. Januar den Rhein. Durch den Vormarsch der preußischen Truppen in Frankreich wurde auch die französische Telegraphenlinie von Metz nach Mainz unterbrochen. Zur selben Zeit überquerten das Korps Sacken den Rhein bei Mannheim und das Korps St. Priest den Rhein zwischen Neuwied und der Lahnmündung mit Schwerpunkt Koblenz.
Am 1. Februar 1814 schlug Blücher die französische Armee unter Napoleon bei La Rothière, wurde in der Folge von fünf Tagen in vier Schlachten jedoch wieder zurückgeschlagen (Champaubert, Montmirail, Château-Thierry, Vauchamps). Am 9. März siegte wiederum Blücher bei Laon und marschierte mit dem aus Belgien kommenden Bülowschen Korps auf Paris, das am 30. März 1814 mit der Erstürmung des Montmartre genommen wurde. Friedrich Wilhelm III. ernannte Blücher am 3. Juni 1814 zum Fürsten von Wahlstatt und schenkte ihm die Güter um Krieblowitz.

### Die Schlacht bei Waterloo

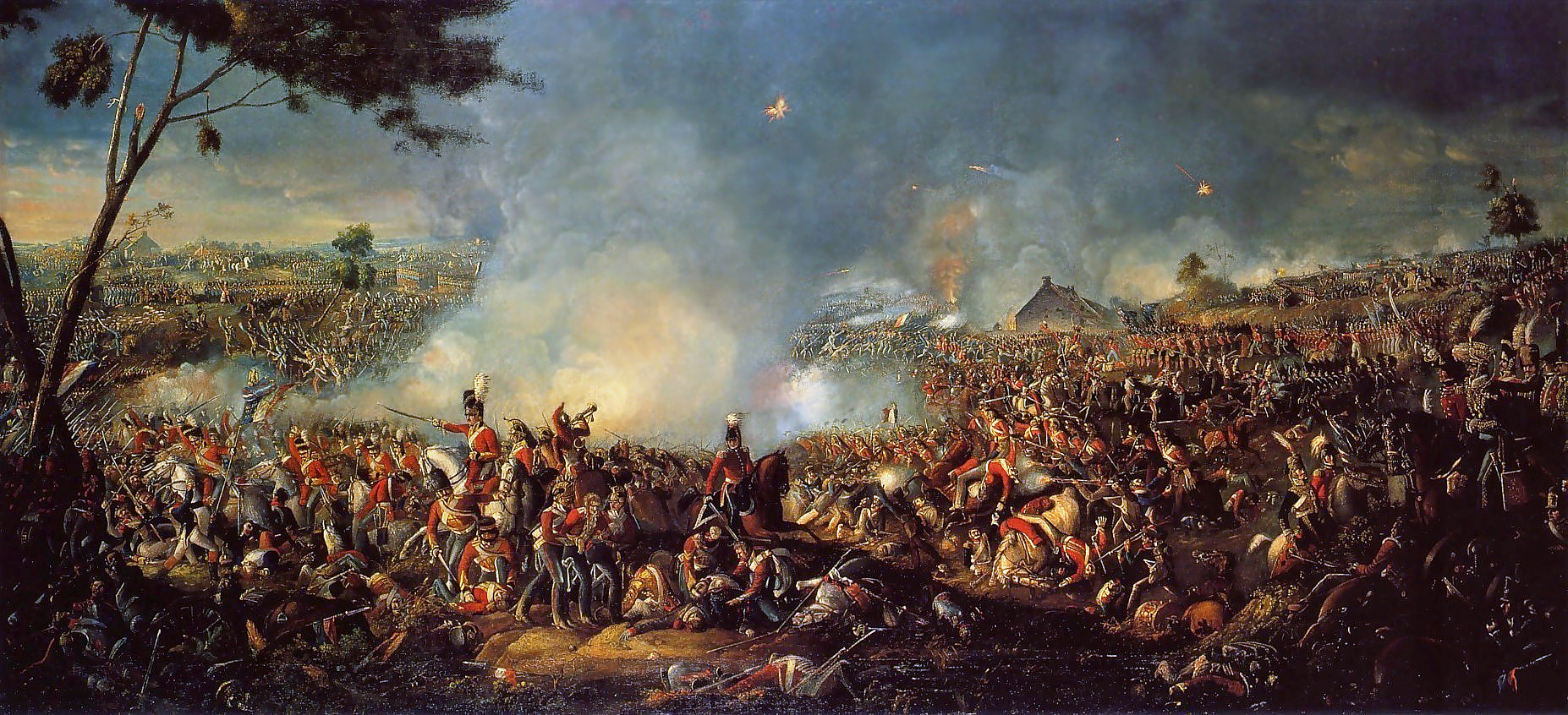
Schlacht bei Waterloo, Gemälde von William Sadler, 1815

Nach der Rückkehr Napoleons aus seinem Exil auf Elba übernahm Blücher das 150.000 Mann starke preußische Heer im heutigen Belgien, wurde aber in der Schlacht bei Ligny am 16. Juni 1815 geschlagen. Anstatt Rückzuges nach Osten entlang seiner Nachschublinien zog er jedoch nordwärts nach Wavre ab, von wo aus seine Truppen weiterhin zur Unterstützung Wellingtons ziehen konnten. Zwei Tage später traf er mit seiner Armee auf dem Höhepunkt der Schlacht bei Waterloo ein und konnte damit die bereits wankenden Truppen des englischen Generals Wellington („Ich wollte, es wäre Nacht, oder die Preußen kämen“) siegentscheidend gegen Napoleon unterstützen. Zur Belohnung schenkte ihm Friedrich Wilhelm III. ein Stadtpalais in Berlin.
In Absprache mit Wellington, dessen Truppen vollkommen erschöpft waren, rückte Blücher in Eilmärschen anschließend alleine mit seinen Truppen auf Paris vor und besetzte es am 7. Juli 1815. An den anschließend beginnenden Verhandlungen hatte Blücher weder Interesse noch Anteil, sondern hielt sich abseits.

### Alter und Tod

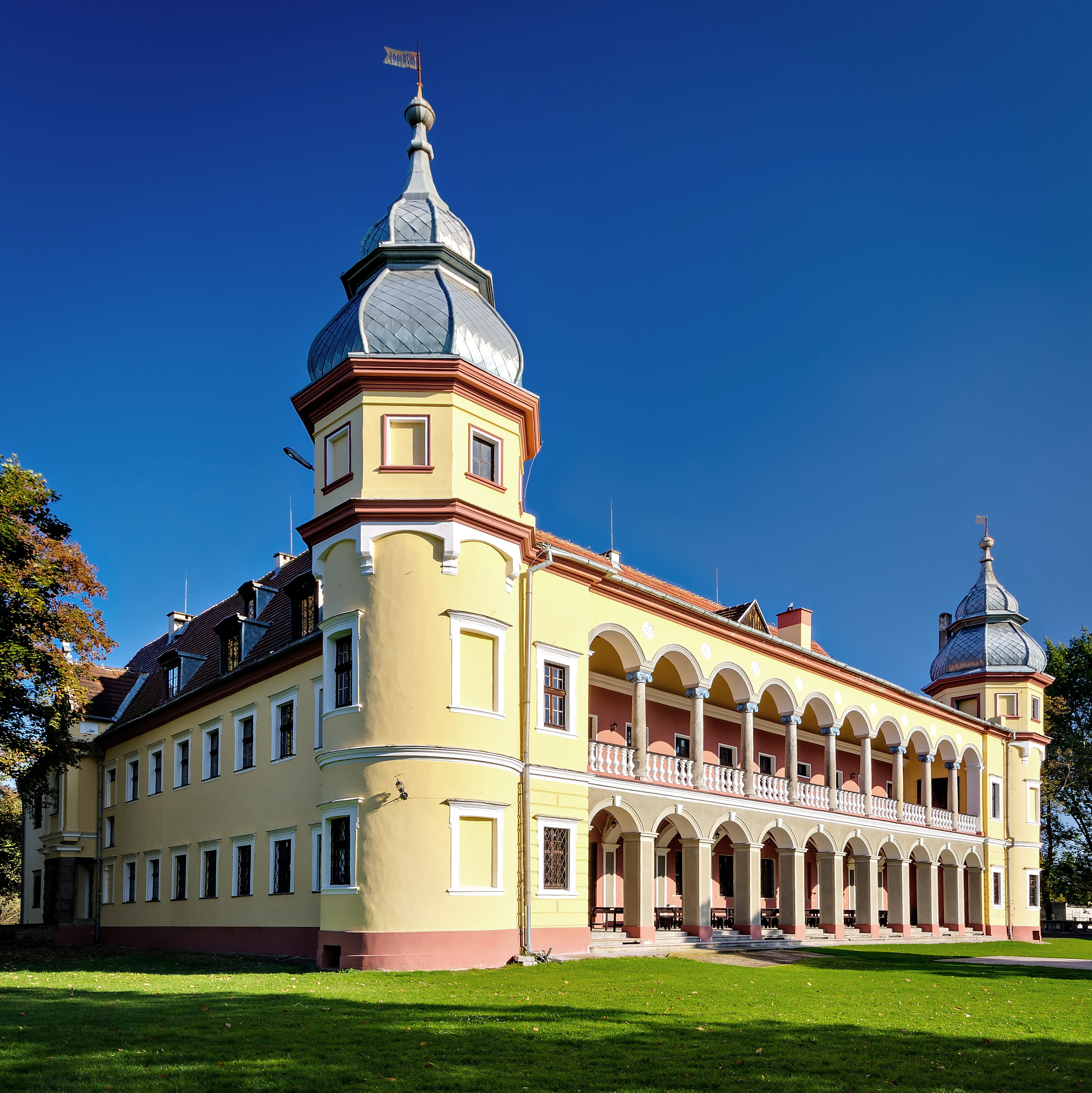
Schloss Krieblowitz, in dem Blücher zuletzt lebte

Im selben Jahr wurde Blücher mit dem Blücherstern, einer für ihn gestifteten Sonderform des Eisernen Kreuzes, ausgezeichnet. Im Anschluss an einen Besuch in London, wo er vom König empfangen und als Held gefeiert wurde, zog er sich auf sein Schloss Krieblowitz zurück, besuchte aber regelmäßig Karlsbad. Am 12. September 1819 verstarb er in Krieblowitz und wurde dort später in einem für ihn geschaffenen Mausoleum beigesetzt. Der in den Jahren 1846–1853 neben der Familiengruft errichtete runde Turmbau erlitt durch sowjetische Soldaten am 25. Februar 1945 und andere Vandalismusakte nach dem Kriege Beschädigungen, wobei der Sarg Blüchers beseitigt wurde. Das Grab ist seither leer. Der Verbleib des Leichnams ist unbekannt.

### Zur Persönlichkeit
Blücher war bei der Truppe beliebt. Er führte seine Soldaten schon vor der Scharnhorstschen Militärreform ohne körperliche Strafen, requirierte energisch für sie und sah über Plünderungen auch einmal hinweg. Strategisch sowie taktisch tat er sich wenig hervor (hier standen ihm jedoch seine Chefs des Stabes, wie etwa Scharnhorst oder Gneisenau, denen er vertraute, loyal zur Seite), doch zeichnete ihn sein draufgängerisches, gelegentlich tollkühnes und leutseliges Temperament vor vielen Generalen der Koalitionsarmeen aus. Sein Temperament und sein Angriffswille führten zu seinem Spitznamen „Marschall Vorwärts“.
Blüchers sprachlich recht eigenwillige Briefe geben seinen Charakter sehr gut wieder. Den folgenden Brief schrieb er am 4. Mai 1813, zwei Tage nach der Schlacht bei Großgörschen, an seine Frau:

„was vor nachricht du auch erhälst, so sey ruhig, den ob ich gleich 3 kugell erhalten und auch mein Pferd erschossen, so ist doch alles nicht gefährlich, und ich bin und bleibe in volliger tetigkeit. Satisfaction habe ich genug, den ich habe den HErrn Napoleon zwey mahl angegriffen und beide mahl geworften. Die Schlacht ist so mörderisch gewesen, daß beide teille erschöpft wahren und beide mangel an amunition hatten. Der feind hat ungleich mehr wie wihr verlohren, aber es ist auch manche brave waffen Bruder aus der weld geschieden. […] vor heutte kann ich nicht mehr schreiben, da ich auß marschire. […] negstens will ich dich mehr sagen, gott mit dich. Ich habe einen Schuß im rücken, der mich sehr schmerzt, die kugell bring ich dich mit.“

In Blüchers Verhalten gab es auch skurrile Facetten: Nach dem Zeugnis Hermann von Boyens behauptete Blücher, von einem Elefanten schwanger zu sein, und glaubte, die Franzosen hätten den Boden seines Zimmers glühend erhitzt, weswegen er nur auf Zehenspitzen ging. Bis heute ist ungeklärt, ob Blücher tatsächlich mental beeinträchtigt war, ob er durch übermäßigen Alkoholkonsum Wahnvorstellungen hatte oder ob seine Äußerungen einem seltsamen Sinn für Humor entsprangen.
Privat verschuldete er sich immer wieder durch seine Spielsucht.

### Familie

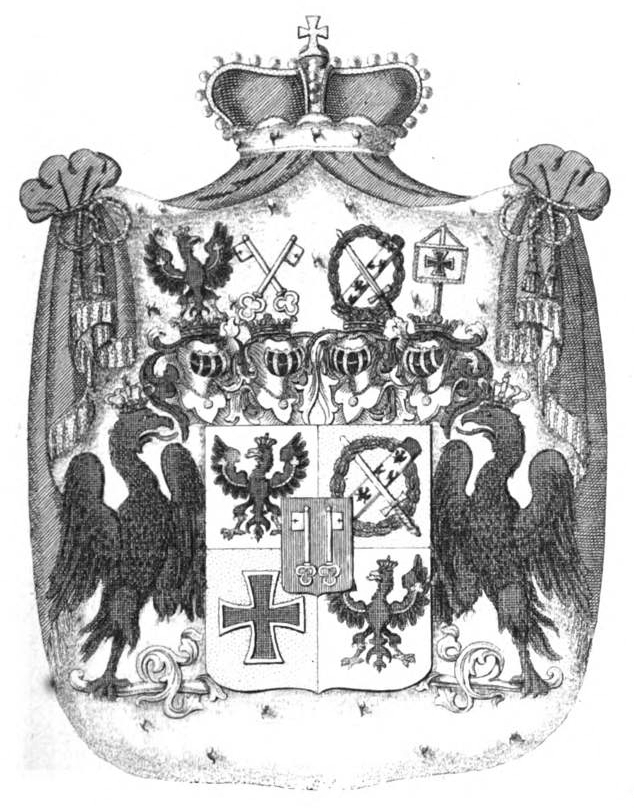
Wappen des Fürsten Blücher von Wahlstatt

Blücher war zweimal verheiratet. Seine erste Frau war Karoline Amalie von Mehling (* 1756; † 17. Juni 1791), die er am 21. Juni 1773 geheiratet hatte. Die Eltern seiner Frau waren der polnische Oberst Friedrich Wilhelm von Mehling und Bernhardine von Bojanowska. Er hatte mit ihr sieben Kinder, darunter:
- Franz (1778–1829), preußischer Generalmajor, infolge einer Kopfverwundung 16. September 1813 bei Peterswalde geisteskrank ⚭ Gerhardine Hermine Groß (* 23. März 1777; † 7. Juni 1807)
- Friedrich Gebhardt Lebrecht (* 15. Dezember 1780; † 14. Januar 1834) ⚭ Elisabeth von Conring (* 2. August 1791; † 25. Februar 1842)
- Bernhardine (oder Gebhardine) Friederike (* 4. März 1786; † 14. März 1870)

⚭ 1806 Adolph Ernst Ludwig Graf von der Schulenburg auf Detzel und Ramstedt (* 6. Mai 1765 in Magdeburg; † 9. September 1813)
⚭ 14. Januar 1814 Maximilian Karl Asche von der Asseburg (* 9. Januar 1779; † 17. August 1851)
Seine zweite Frau wurde am 19. Juli 1795 Amalie von Colomb (* 3. Oktober 1772; † 16. April 1850). Sie war die Tochter des Kriegs- und Domänenrats Peter Colomb und der Maria Elisabeth Bacmeister. Diese Ehe blieb kinderlos.

## Ehrungen

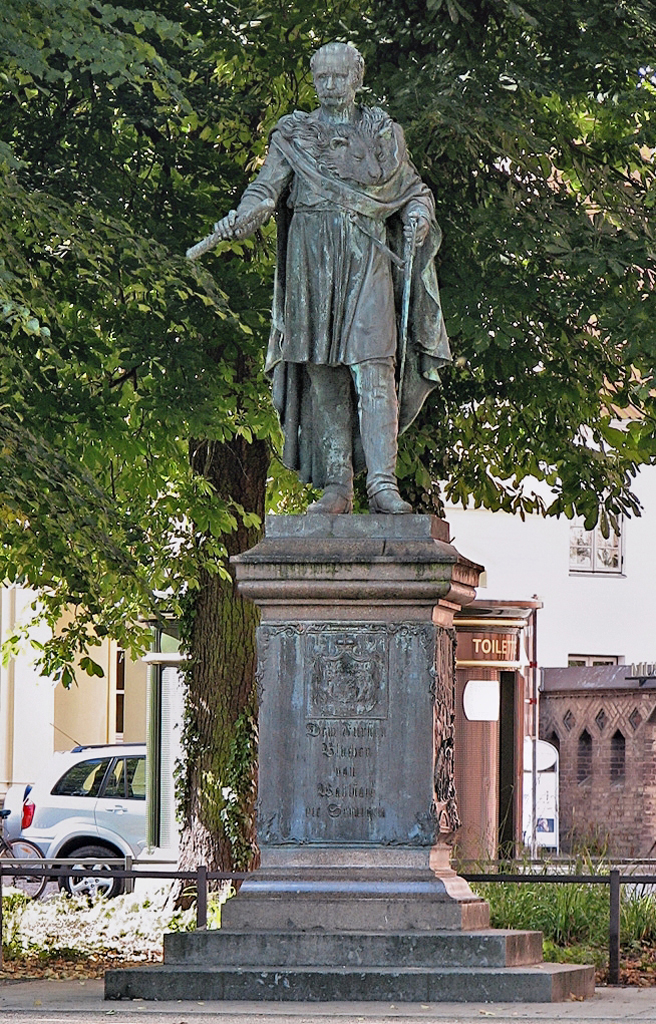
Blücher-Denkmal in Rostock

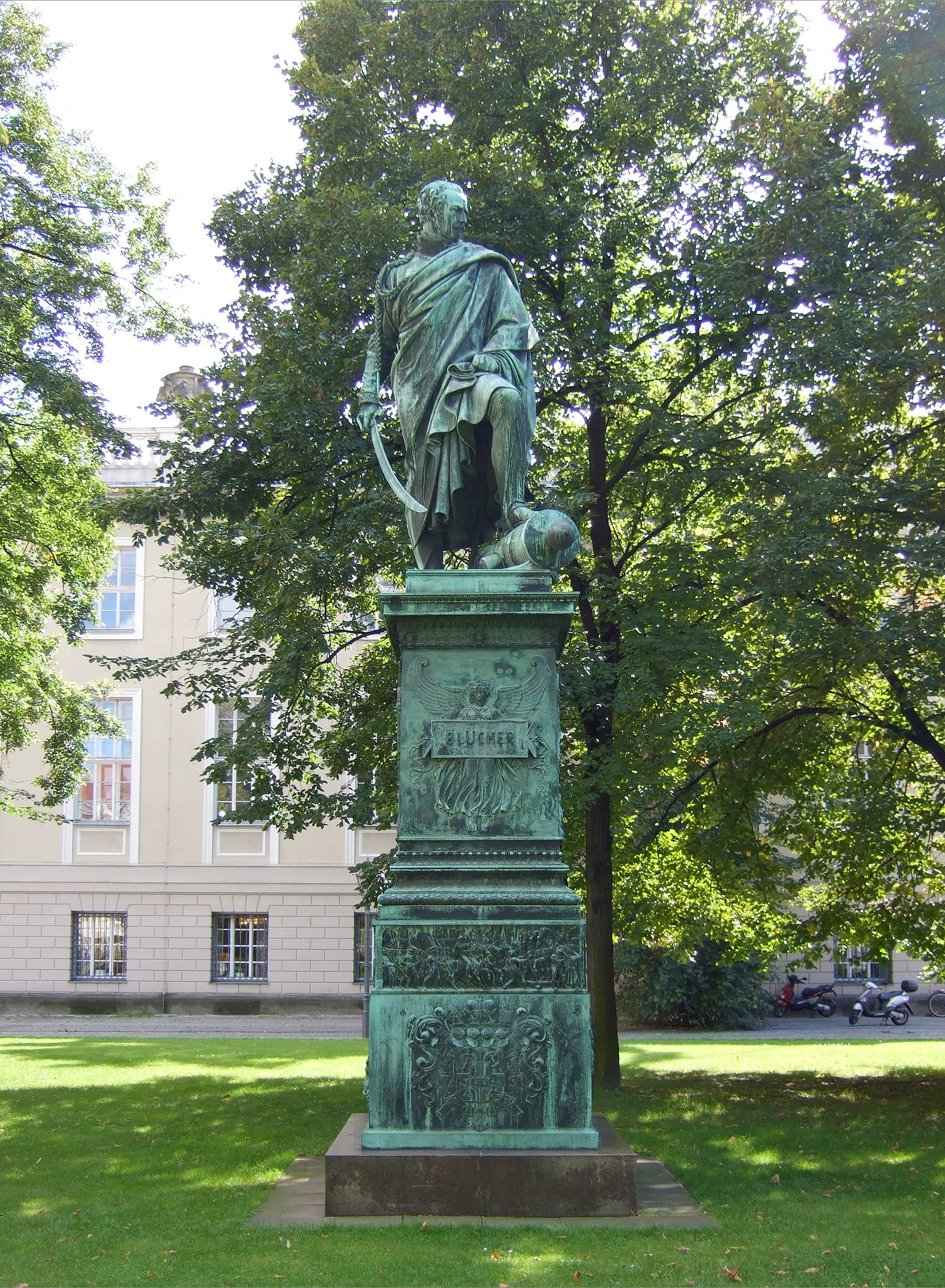
Blücher-Denkmal in Berlin

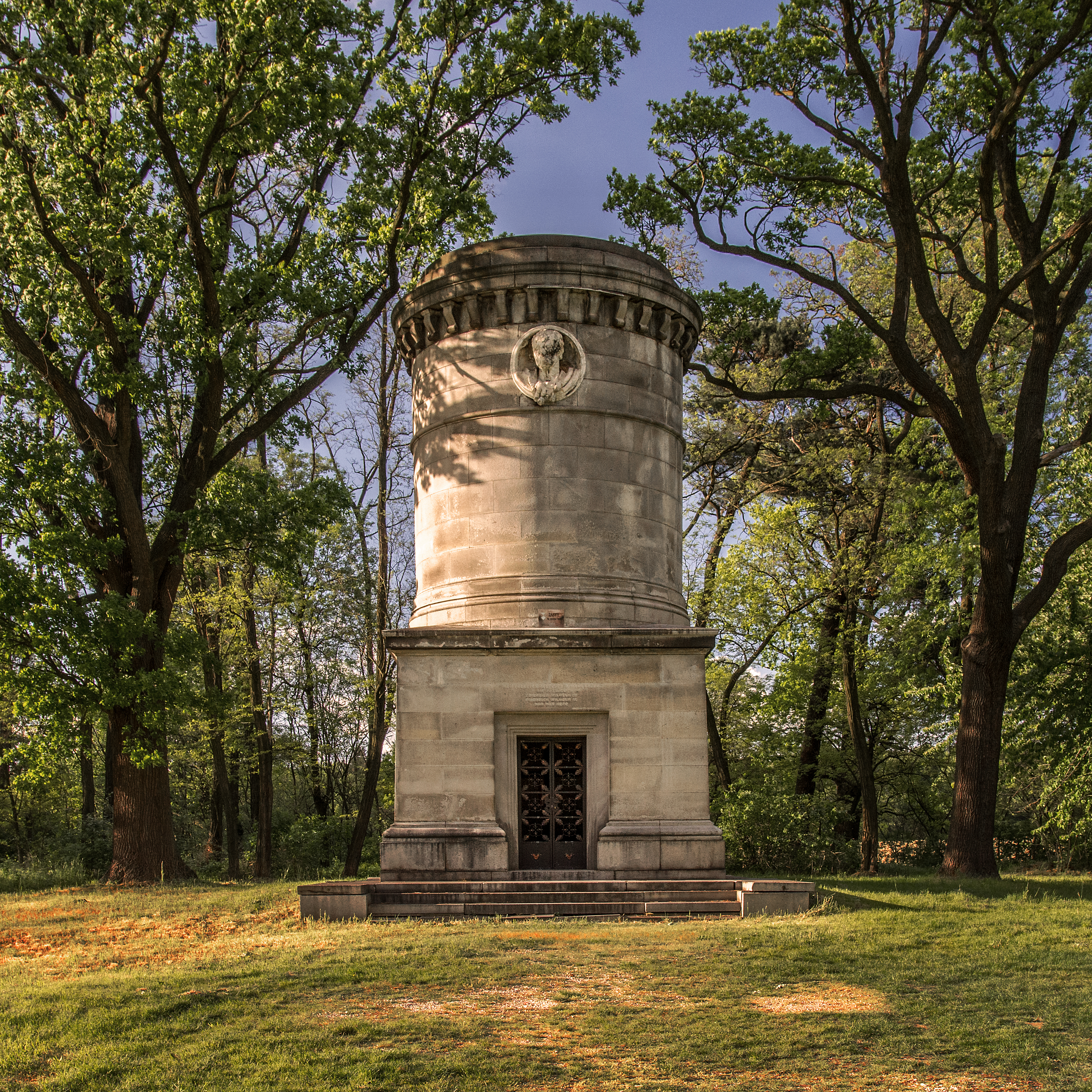
Blücher-Mausoleum in Krieblowitz

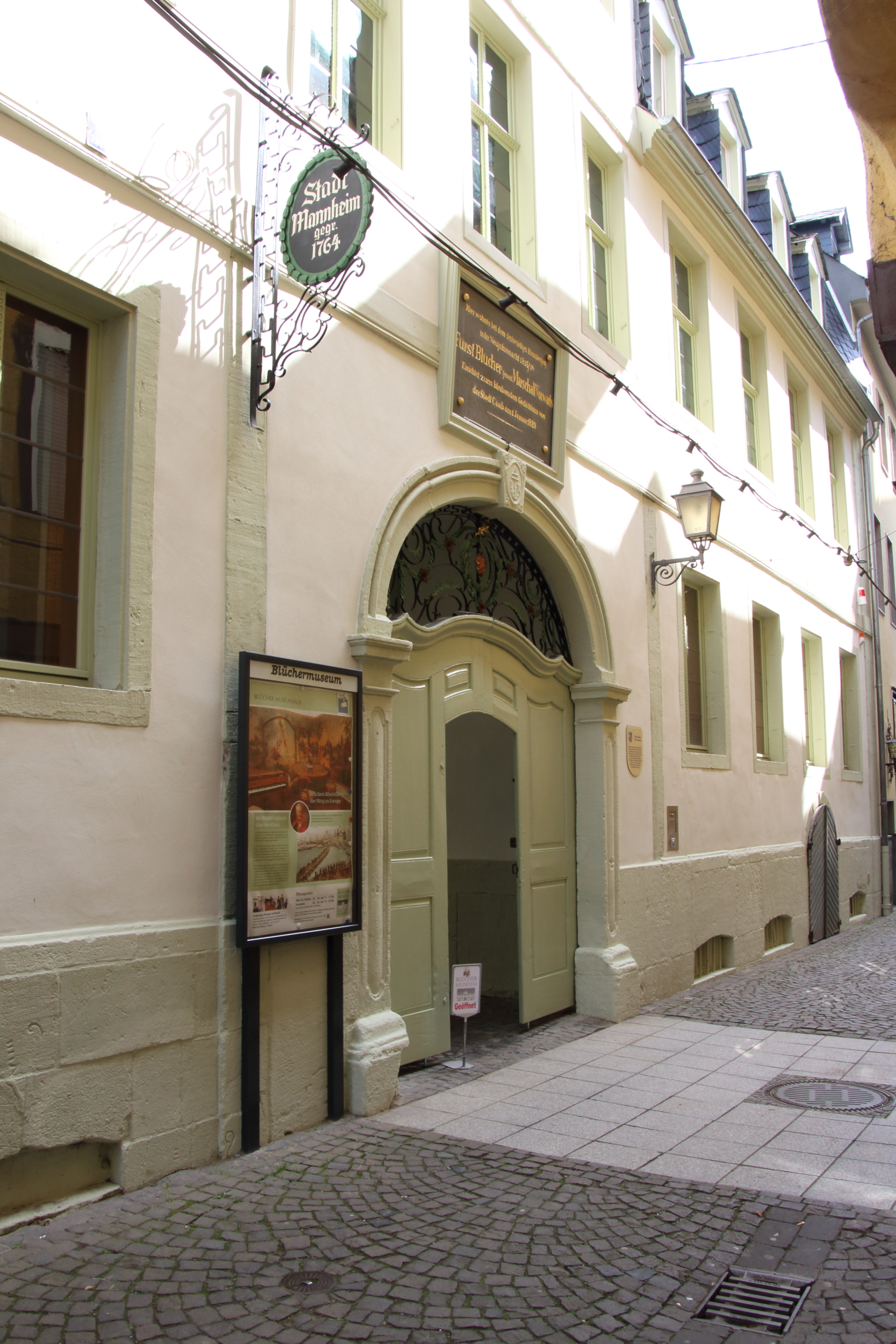
Blücher-Museum in Kaub

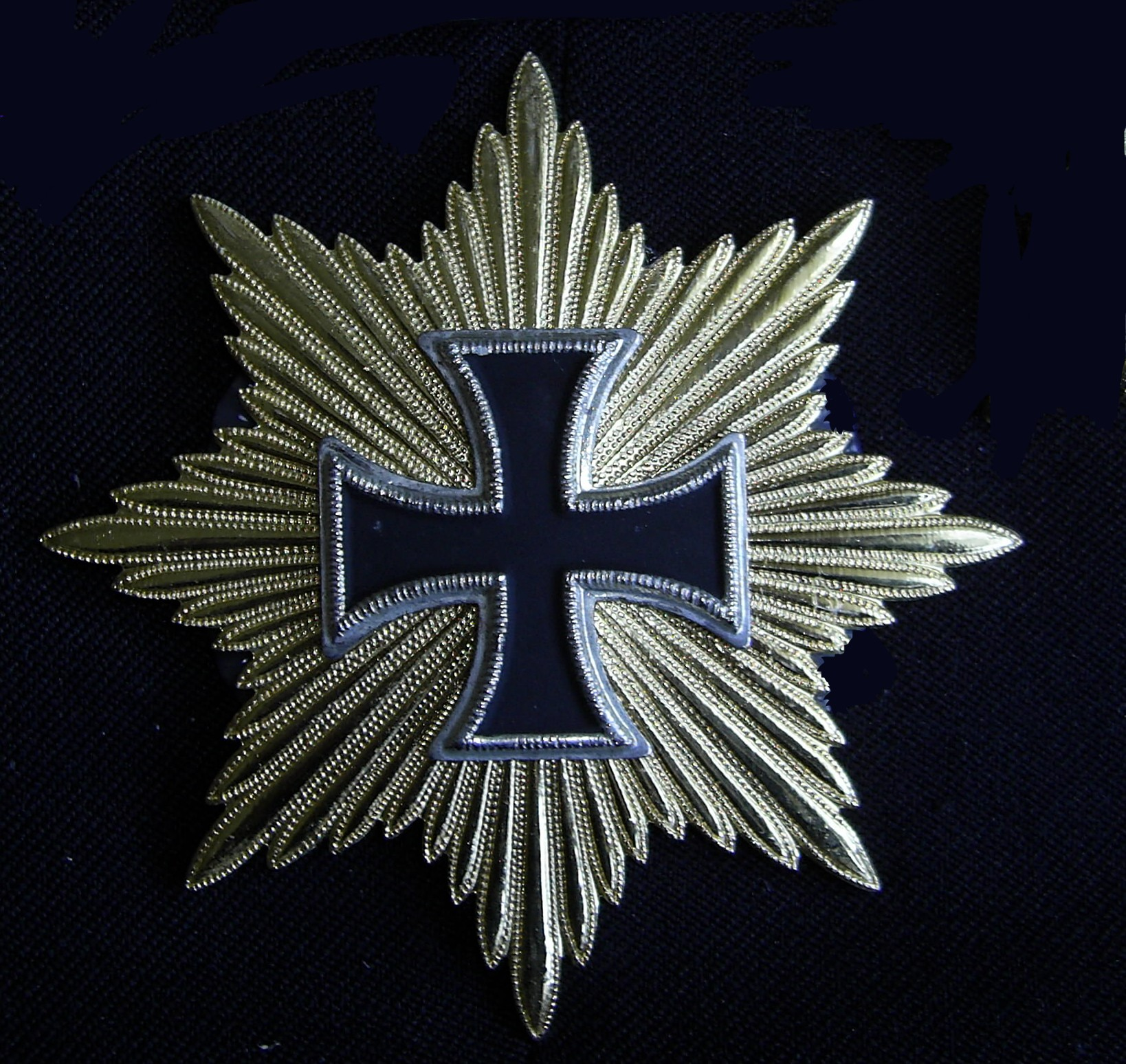
Blücherstern (Replik)

### Denkmäler
- Das erste Denkmal wurde ihm am 26. August 1819 in seiner Vaterstadt Rostock auf dem Blücherplatz errichtet. Es war das erste Denkmal, das in Deutschland einer lebenden, nichtfürstlichen Person galt – wobei er seit 1814 Fürst von Wahlstatt war. Blücher stand dieser Ehrung reserviert gegenüber: „So geehrt ich mich“, schrieb Blücher am 8. Februar 1816, „auch durch das in meiner Vaterstadt zu errichtende Denkmal in meiner Vaterstadt fühlen muß, so kann ich doch nicht umhin, mir die Bemerkung zu erlauben, daß man das Wenige, was ich zu leisten im Stande war, zu hoch in Anrechnung bringt, und die Entscheidung hierüber doch wohl eigentlich nur der Nachwelt gebührte.“ Das Standbild wurde von Johann Gottfried Schadow in Berlin gefertigt, der sich gemäß Wunsch der Stifter mit Goethe über die Anordnung beraten hatte. Es wurde am 26. August 1819, dem Jahrestag der Schlacht an der Katzbach, eingeweiht. Das Denkmal zeigt Blücher in Uniform, umschlungen vom Löwenfell des Herkules, in schreitender Stellung streckt er mit der rechten Hand den Marschallstab vor. An dem Granitblock darunter sind zwei Reliefs, wo er einmal im Moment der Gefahr des 16. Juni 1815 und als siegreicher Feldherr dargestellt ist. Die Inschriften stammen von Goethe. Auf der vorderen Seite steht: „Dem Fürsten / Blücher / von / Wahlstatt / die Seinigen“. Auf der hinteren Tafel: „In Harren / Und Krieg / In Sturz / Und Sieg / Bewußt und groß / So riß er uns / Von Feinden los“.
- Das zweite Denkmal wurde ihm am 18. Juni 1826 in Berlin an der Prachtstraße Unter den Linden zwischen dem Prinzessinnenpalais und dem Opernhaus errichtet, wo es mit den Standbildern für Bülow und Scharnhorst vor der Neuen Wache korrespondierte. Es war von Karl Friedrich Schinkel geplant, von Christian Daniel Rauch ausgeführt und vom französischen Bronzegießer Claude François Lequine hergestellt worden. Die Plastik stellt den Feldmarschall in realistischer Uniform dar, den Kopf seinem Konkurrenten Yorck ab- und seinem Freund Gneisenau zugewandt, das linke Bein auf einer Trophäe stehend, den rechten Arm einen Säbel haltend. Auf der Vorderseite trug es die Inschrift „FRIEDR. WILH. III. / DEM FELDMARSCHALL / FUERSTEN BLUECHER / VON WAHLSTATT / IM IAHRE 1826“; sie wurde 1951 zerstört und 1963 durch „BLÜCHER“ ersetzt. Das Standbild wurde zusammen mit den Standbildern für Yorck und Gneisenau 1951 entfernt und 1963 etwa 50 Meter weiter südlich auf den Bebelplatz versetzt.[22] Über eine Wiederaufstellung am ursprünglichen Ort Unter den Linden wird immer wieder diskutiert.
- Das dritte Denkmal, ebenfalls von Rauch und mit einem Sockel von Carl Ferdinand Langhans, wurde 1827 auf dem in Blücherplatz umbenannten Salzring, dem nach dem Großen Ring größten Marktplatz in Breslau, errichtet. Wie in Berlin stellte der Künstler den Feldmarschall vorwärts schreitend dar. Es wurde 1945 bei der Entdeutschung Breslaus nach seiner Inbesitznahme durch Polen beseitigt und eingeschmolzen.[23]
- Ein viertes Denkmal von Fritz Schaper wurde 1894 in Kaub errichtet, wo Blüchers Armee im Januar 1814 den Rhein überquerte. Die Enthüllung fand am 18. Juni 1894 statt, dem Jahrestag der Schlacht bei Waterloo.
- Eine marmorne Büste von Christian Daniel Rauch wurde 1817 in der Walhalla in Donaustauf aufgestellt.
- Für die Denkmalgruppe 30 in der ehemaligen Berliner Siegesallee schuf Gustav Eberlein 1901 eine Nebenbüste Blüchers zum zentralen Standbild von König Friedrich Wilhelm III.

### Mausoleum
Das Blücher-Mausoleum befindet sich etwa 500 Meter nordwestlich von Krieblowitz. Es wurde 1846 bis 1853 vom Architekten Johann Heinrich Strack errichtet. Blücher war 1819 in der Kirche des benachbarten Dorfes Wojtkowice bestattet, 1820 in eine Gruft hinter und am 26. August 1853, dem 40. Jahrestag der Schlacht an der Katzbach, feierlich in die Gruft des Mausoleums umgebettet worden. Das 11 Meter hohe, 5,5 Meter breite und 5,5 Meter tiefe Bauwerk besteht aus einem turmartigen Oberbau, den eine Büste Blüchers des Bildhauers Christian Daniel Rauch schmückt, und einem tempelartigen Unterbau, der die Inschrift „Dem Fürsten Blücher von Wahlstatt / die Könige / Friedrich Wilhelm III. / Friedrich Wilhelm IV. / und das Heer / Vollendet MDCCCLIII.“ trägt. Eine eiserne Tür mit einem geschmiedeten Gitter führt in das Innere, das die Kapelle und die Gruft des Feldmarschalls aufnimmt.
Im Zweiten Weltkrieg schändeten sowjetische Soldaten – in Unkenntnis darüber, dass Preußen in den Befreiungskriegen an der Seite Russlands gekämpft hatte – das Mausoleum einschließlich der Büste, der Inschrift, der Kapelle, der Gruft sowie der darin bestatteten Leichen des Feldmarschalls und seiner Familie. Ein polnischer Pfarrer aus dem benachbarten Dorf Sosnica sammelte die Überreste ein und bestattete sie wieder in der Gruft. Danach ließen die kommunistischen Behörden die Gruft zumauern und das Mausoleum verfallen. Nach 1990 pflegten polnische und deutsche Soldaten das Bauwerk und brachten davor eine mehrsprachige Infotafel an. Anfang 2023 war das Blücher-Mausoleum in einem guten Zustand, nur die Büste und die Inschrift wurden bisher nicht restauriert.

### Museum
Die Stadt Kaub am Rhein erinnert seit 1913 mit ihrem Blücher-Museum an den Feldmarschall und seine Rheinüberquerung von 1814. Das Museum ist im ehemaligen Gasthaus „Zur Stadt Mannheim“, einem 1780 errichteten und heute denkmalgeschützten Barockbau untergebracht, in dem sich damals Blüchers Hauptquartier bei seiner Rheinüberquerung befand.

### Orden
Blücher war Träger zahlreicher hoher Orden, darunter:
- preußischer Orden Pour le Mérite
- Schwarzer-Adler-Orden
- Großkreuz des Eisernen Kreuzes
- Stern zum Großkreuz des Eisernen Kreuzes („Blücherstern“)
- russischer St.-Andreas-Orden
- St.-Annen-Orden
- Großkreuz des St.-Georgs-Ordens
- Großkreuz des österreichischen Maria-Theresien-Ordens
- Großkreuz des britischen Bath-Ordens
- Großkreuz des dänischen Dannebrog-Ordens
- Großkreuz des Elephanten-Ordens
- Großkreuz des niederländischen Militär-Verdienstorden
- hessischer Orden vom Goldenen Löwen
- schwedischer Seraphinen-Orden
- Großkreuz des Schwert-Ordens
- Großkreuz des Wasa-Ordens
- spanischer Orden Karls III.
- Großkreuz des württembergischen Militär-Verdienstordens
- Großkreuz des weimarischen Ordens vom Weißen Falken[26]

### Sonstige
Blücher war Ehrenbürger von Berlin (1816), Hamburg und Rostock (1816). Er wurde am 14. Juni 1814 von der Universität Oxford zum Dr. jur. h. c. ernannt (gemeinsam mit Wellington und Metternich) und am 3. August 1814 von der Berliner Universität zum Dr. phil. h. c. (gemeinsam mit Hardenberg, Yorck, Gneisenau, Kleist, Bülow und Tauentzien).
In der Waterloo Chamber der britischen Königsresidenz Windsor Castle hängt auf dem Ehrenplatz an der Kopfseite das Gemälde von Wellington und zu seiner rechten Seite das von Blücher.
Blücher war – neben Hindenburg – der einzige Träger des Sterns des Großkreuzes des Eisernen Kreuzes („Eisernes Kreuz mit goldenen Strahlen“), genannt „Blücherstern“.
George Stephenson nannte eine seiner ersten Lokomotiven „Blücher“. Graf von Donnersmark legte 1913 die „Blücher-Schächte“ im schlesischen Kreis Rybnik an. Zudem wurden in Niederschlesien die Orte Blüchersruh (Kreis Breslau) und Blüchertal (Gut und Ort lagen im Kreis Trebnitz) nach ihm benannt.
In Köln wurde der Blücherpark nach ihm benannt, in Aachen der Blücherplatz (westlich des Europaplatzes), der um 1868 gebaut wurde. In der Berliner Innenstadt gab es im Bereich des Generalszuges drei (teils nicht realisierte) Benennungen als Blücherstraße und zwei als Blücherplatz sowie einen vorgesehenen Wahlstattplatz; dazu im heutigen Berlin sechs weitere Blücherstraßen. Um 1820 erhielt die Marschallbrücke im Berliner Regierungsviertel ihren Namen in Erinnerung an Blücher. Des Weiteren wurden mehrere Schiffe nach ihm benannt: das Torpedoschiff Blücher (1878), der Passagierdampfer Blücher (1902), der Große Kreuzer Blücher (1909), das Hilfsschiff Blücher (1913) und der Schwere Kreuzer Blücher (1939).

## Rezeption
Die Redensart „(Der/Die geht) ran wie Blücher (an der Katzbach)“ bezieht sich auf den Feldmarschall und umschreibt im Allgemeinen ein sehr stürmisches und entschlossenes Vorgehen.
Der Schuh Blücher geht auf den Feldmarschall zurück, der seine Soldaten mit diesem Modell (damals noch als Stiefel) für den Siegeszug gegen Napoleon ausstatten ließ. Die international gebräuchliche Bezeichnung verweist noch auf seine Ursprünge als robuster Armeestiefel.
Blüchern ist ein Glückskartenspiel, das nach dem Feldmarschall benannt wurde, da er selbst es auch gerne gespielt haben soll.

### Ältere Literatur
- Karl August Varnhagen von Ense: Leben des Fürsten Blücher von Wahlstatt. Reimer, Berlin 1826 (Google Buch in der Google-Buchsuche). 2. Auflage 1845; archive.org.
- Anekdoten, Züge und Skizzen aus dem Leben des Königlich Preußischen Feldmarschalls Lebrecht von Blücher. Basse, Quedlinburg [u. a.] 1842 (Digitalisat)
- Carl Ludwig Bieske: Der Feldmarschall Fürst Gebhard Leberecht Blücher von Wahlstatt. Eine biographische Skizze. E. S., Mittler und Sohn, Berlin 1862; archive.org.
- Heinrich Berghaus: Blücher als Mitglied der Pommerschen Ritterschaft 1777–1817 und beim Preußischen Heere am Rhein 1794. W. Dietze, Anklam 1863; archive.org.
- Richard von Meerheimb: Blücher, Gebhard Leberecht von. In: Allgemeine Deutsche Biographie (ADB). Band 2, Duncker & Humblot, Leipzig 1875, S. 727–733.
- Hermann Petrich: Pommersche Lebens- und Landesbilder. Nach gedruckten und ungedruckten Quellen. Band 2: Aus dem Zeitalter der Befreiung, Zweiter Halbband. (Des ganzen Werkes Schluß.), Saunier, Stettin 1887, S. 143–254 (Google Books).
- Johannes Scherr: Blücher. Seine Zeit und sein Leben. Mehrere Bände, mehrere Auflagen, 8. Auflage. Hesse & Becker Verlag, Leipzig (1890). (Digitalisat)
- Bruno Garlepp: Aus Blüchers jungen Jahren. Geschichtliche Erzählung aus dem Leben des Marschalls Vorwärts. Zweite, verbesserte Auflage. Verlag von Max Woywod, Breslau 1892.
- Eugen Anthes: Blücher’s Quartier in Caub: eine Entgegnung auf den gleichnamigen Abschnitt in der Schrift: Blücher’s Übergang bei Caub von D. W. Sauer. Müller, Nassau a.d. Lahn 1894 (Digitalisat).

### Neuere Literatur
- Friedrich Franz von Conring: Blücher. Lindner, Leipzig 1936.
- Kurt von Priesdorff: Soldatisches Führertum. Band 2, Hanseatische Verlagsanstalt Hamburg, o. O. [Hamburg], o. J. [1937], S. 413–427, Nr. 899. DNB 367632772
- Hans Haussherr: Blücher von Wahlstatt, Gebhard Leberecht Fürst. In: Neue Deutsche Biographie (NDB). Band 2, Duncker & Humblot, Berlin 1955, ISBN 3-428-00183-4, S. 317–319 (Digitalisat).
- Tom Crepon: Leberecht von Blücher. Leben und Kämpfe. Biografie. Neues Leben, Berlin 1988, ISBN 3-355-00624-6.
- Wolf Karge: Gebhard Leberecht von Blücher und seine Zeit. Hinstorff Verlag, Rostock 1992, ISBN 3-356-00487-5.
- Jörg Kuhn: Das Mausoleum Blüchers in Krieblowitz. In:  Mitteilungen des Vereins für die Geschichte Berlins. Nr. 4, 1992, S. 79–88.
- Universität Rostock. Presse- und Informationsstelle, Wissenschaftspublizistik (Hrsg.): Gebhard Leberecht von Blücher. Ein großer Sohn der Stadt Rostock. Lebenswerk, Vermächtnis und Erbe. Universität Rostock, Philosophische Fakultät, Fachbereich Geschichtswissenschaften, Rostock 1993, ISBN 3-86009-085-2.
- Horst Kohl: Blüchers Zug – von Auerstedt bis Ratkau und Lübecks Schreckenstage 1806. Godewind Verlag, 2006, ISBN 978-3-938347-16-4 (Bearbeitete Neuauflage der Originalausgabe von 1912; teilw. Volltext).
- Frank Bauer: Gebhard Leberecht von Blücher. Der Volksheld der Befreiungskriege 1813–1815. Edition König und Vaterland, Potsdam 2010 (= Kleine Reihe Geschichte der Befreiungskriege 1813–1815, Sonderheft 7)
- Wolfgang von Unger: Blücher. Unikum Verlag, Bremen 2011, ISBN 978-3-8457-2079-1.